# 21 juin
Pour les articles homonymes, voir Vingt-et-Un-Juin.
21 mai 21 juillet
Chronologies thématiques
- Croisades
- Ferroviaires
- Sports
- Disney
- Anarchisme
- Catholicisme

Abréviations / Voir aussi
- (° 1852) = né en 1852
- († 1885) = mort en 1885
- a.s. = calendrier julien
- n.s. = calendrier grégorien
- Calendrier
- Calendrier perpétuel
- Liste de calendriers
- Naissances du jour

Le 21 juin est le 172e jour, moins souvent le 173e, de l'année du calendrier grégorien ; il en reste ensuite 193.
Son équivalent était le 3 messidor du calendrier républicain ou révolutionnaire français, officiellement dénommé jour de l'oignon.
C'est surtout la date la plus fréquente pour le solstice d'été dans l'hémisphère nord terrestre, celui d'hiver dans l'hémisphère sud, et ainsi le début respectif de l'été ou de l'hiver dans chacun de ces deux hémisphères (plus fréquente que les 19, 20 et 22 juin néanmoins possibles sur de longs termes).
On parle aussi de 夏至 (xiàzhì / xiazhi) chinois, et asiatique sous d'autres noms, écritures et /ou prononciations, en Asie extrême-orientale et jusque vers le 6 juillet, pour ledit solstice (voir de même en célébrations voire traditions et dicton(s) ci-après in fine, à travers le globe).

## Événements

### IIIesiècleav. J.-C.
- -217 : le consul romain Flaminius Nepos est sévèrement battu par le Carthaginois Hannibal Barca lors de la bataille du lac Trasimène en Italie centrale ombrienne.

### XIVesiècle
- 1307 : début du règne de Qaïchan, sous le nom de Külüg Khan.

### XVIesiècle
- 1529 : victoire de Charles Quint sur François Ier à la bataille de Landriano.
- 1582 : incident du Honnō-ji.

### XVIIesiècle
- 1615 : traité d'Asti, paix entre l'Espagne et le duché de Savoie, au sujet de la succession du marquisat de Montferrat[1].
- 1621 : l'exécution de chefs protestants tchèques marque la fin de la période bohémienne de la guerre de Trente Ans.

### XVIIIesiècle
- 1734 : Marie-Josèphe-Angélique est exécutée à Montréal, accusée d'avoir provoqué l'incendie de la ville.
- 1749 : Edward Cornwallis fonde Halifax.
- 1788 : le New Hampshire ratifie la Constitution des États-Unis.
- 1791 : arrestation de Louis XVI à Varennes.
- 1798 : victoire des troupes britanniques contre la rébellion irlandaise, à la bataille de Vinegar Hill.

### XIXesiècle
- 1813 : bataille de Vitoria.
- 1815 : bataille d'Auray, pendant la Chouannerie de 1815.
- 1898 : prise de Guam (en), par les forces américaines, pendant la guerre hispano-américaine.
- 1900 : l'impératrice chinoise, Cixi, déclare la guerre aux huit nations, lors de la révolte des Boxers.

### XXesiècle
- 1919 : sabordage de la flotte allemande à Scapa Flow.
- 1942 : reprise de Tobrouk par la Deutsches Afrikakorps.
- 1943 : arrestation de Jean Moulin.
- 1964 : meurtres du Freedom Summer, visant trois membres du mouvement des droits civiques.
- 1981 : victoire du Parti socialiste, aux élections législatives françaises.
- 1989 : la Cour Suprême des États-Unis rend l'arrêt Texas v. Johnson, autorisant l'outrage au drapeau, en vertu du premier amendement de la Constitution.
- 1998 : le gouvernement israélien entérine le plan du Grand Jérusalem de Benyamin Netanyahou.

### XXIesiècle
- 2009 : le Groenland accède à une autonomie renforcée.
- 2017 : en France, à la suite d'élections législatives qui ont donné une majorité absolue à La République en marche, Édouard Philippe constitue le deuxième gouvernement de la présidence d'Emmanuel Macron.
- 2018 : un bolide se désintègre au-dessus de la Russie occidentale
- 2020 : des élections législatives ont lieu en Serbie afin de renouveler les 250 sièges de l'Assemblée du pays. Ces élections initialement prévues le 26 avril 2020 ont été reportées en raison de la crise sanitaire qui touche le territoire et quasiment le monde entier, elles sont remportées par une coalition menée par le Parti progressiste serbe de la présidente du gouvernement Ana Brnabić[2]. Des élections provinciales en Voïvodine et municipales ont lieu simultanément[3].
- 2025 : Rencontre de Cécile et d'Erik à Deauville. Boum !

## Arts, culture et religion
- 1481 : bulle pontificale Æterni regis édictée par le pape Sixte IV.
- 1890 : création du poème symphonique et burlesque en ré mineur Mort et Transfiguration op. 24 de Richard Strauss à Eisenach.
- 1948 : premier disque vinyle 33T microsillon long play pressé par la firme "Columbia" à New York[4].
- 1955 : Dick Bruna crée le personnage de fiction Miffy.
- 1963 : élection du pape Paul VI de son vrai nom Giovanni Battista Montini.

## Sciences et techniques
- 2004 : SpaceShipOne devient le premier avion à effectuer un vol privé dans l'espace.
- 2006 : l'Union astronomique internationale nomme officiellement Nix et Hydra deux nouveaux satellites découverts autour de la planète naine Pluton.
- 2020 : une éclipse solaire annulaire est visible à partir de l'Afrique de l'Est, prenant la direction de l'Asie et se terminant vers l'Océan Pacifique[5].

## Économie et société
- 1982 : le footballeur français Maxime Bossis marque son 1er but international contre le Koweït dans un angle impossible en fin de match lors de la poule liminaire de la Coupe du monde de football en Espagne[6], pays alors en pleine démocratisation politique avant son entrée dans la C.É.E. de 1986.
- 1986 : match France-Brésil de légende en quarts de finale de la Coupe du monde masculine de football au Mexique, duel au soleil du stade Jalisco de Guadalajara entre champions d'Europe et champions d'Amérique du Sud tenants des titres, avec samba endiablé(e) dans les tribunes en ce jour de fête de la musique. La France de Platini, Giresse, Tigana etc. va l'emporter aux tirs au but, le gardien de but français Joël Bats brisant le mythe Zico des pénalties et Luis Fernandez portant l'estocade finale aux auriverde de Socrates et consort[7]. L'Allemagne la fera de nouveau échouer en demi-finale, plus nettement qu'en 1982 à Séville en Espagne, mais la France sera passée de la place de 4e à celle de 3e de cette nouvelle compétition.
- 2023 : en Chine, une explosion dans un restaurant à Yinchuan fait 31 morts[8].

## Naissances

### XIIIesiècle
- 1226 : Boleslas V le Pudique, duc de Sandomierz et duc de Cracovie en Pologne († 7 décembre 1279).

### XVIIIesiècle
- 1712 : Luc Urbain du Bouëxic de Guichen, militaire français († 13 janvier 1790).
- 1732 : Johann Christoph Friedrich Bach, claveciniste et compositeur allemand († 26 janvier 1795).
- 1750 : Pierre-Nicolas Beauvallet, sculpteur, dessinateur et graveur français († 15 avril 1818).
- 1781 : Siméon Denis Poisson, mathématicien, géomètre et physicien français († 25 avril 1840).
- 1797 : Wilhelm Küchelbecker (Вильге́льм Ка́рлович Кюхельбе́кер), poète et écrivain russe († 23 août 1846).

### XIXesiècle
- 1828 : Lucien Biart, romancier français († 18 mars 1897).
- 1834 : Frans de Cort, écrivain flamand († 18 janvier 1878).
- 1844 : Ernest Cambier, explorateur belge († 23 juillet 1909).
- 1859 : Henry Ossawa Tanner, peintre américain († 24 mai 1937).
- 1870 : Clara Immerwahr, chimiste allemande († 2 mai 1915).
- 1879 : Umberto Brunelleschi, peintre, illustrateur et affichiste italien († 16 février 1949).
- 1884 : Masamitsu Ōshima (大島 正満), herpétologiste et ichtyologiste japonais († 26 juin 1965).
- 1889 : Ralph Craig, athlète américain, champion olympique sur 100 et 200 m. en 1912 († 21 juillet 1972).
- 1890 : Luis Freg, matador mexicain († 12 novembre 1934).
- 1891 : 
  - Pier Luigi Nervi, ingénieur et architecte italien († 9 janvier 1979).
  - Hermann Scherchen, chef d'orchestre allemand († 12 juin 1966).

### XXesiècle
- 1903 : Maurice Bardet, homme politique breton († 25 juillet 1989).
- 1905 :
  - Jacques Goddet, sportif et journaliste français († 15 décembre 2000).
  - Jean-Paul Sartre, philosophe et écrivain français († 15 avril 1980).
- 1912 : Toni Merkens, coureur cycliste sur piste allemand, champion olympique († 20 juin 1944).
- 1916 : Bud O'Connor, joueur de hockey sur glace canadien († 24 août 1977).
- 1918 : Robert A. Boyd, ingénieur et administrateur québécois († 6 novembre 2006).
- 1919 :
  - Tsilla Chelton, actrice française († 15 juillet 2012).
  - Guy Lux, producteur et animateur de télévision français († 13 juin 2003).
  - Gérard Pelletier, journaliste, homme politique et diplomate québécois († 22 juin 1997).
  - Paolo Soleri, architecte italo-américain († 9 avril 2013).
- 1921 :
  - Jean de Broglie, homme politique français († 24 décembre 1976).
  - Judy Holliday, actrice américaine († 7 juin 1965).
  - Jane Russell, actrice américaine († 28 février 2011).
- 1922 : Guy Charbonneau, homme d'État canadien († 18 janvier 1998).
- 1923 : Jacques Hébert, journaliste, éditeur et homme politique canadien († 6 décembre 2007).
- 1924 : Guilda (Jean Guida de Mortellaro dit), artiste travesti d'origine française († 27 juin 2012).
- 1925 :
  - Joseph Archepel, vitrailliste français et rennais († 26 juillet 2013).
  - Jean-Gabriel Castel, professeur de droit franco-canadien de naissance niçoise.
  - Giovanni Spadolini, historien, universitaire, journaliste et homme d'État italien († 4 août 1994).
  - Maureen Stapleton, actrice américaine († 13 mars 2006).
- 1926 : Yvette Lévy, survivante française et témoin de la Shoah.
- 1928 :
  - Wolfgang Haken, mathématicien allemand.
  - Fiorella Mari, actrice et animatrice italienne de télévision.
- 1929 : Abdel Halim Hafez (عبد الحليم حافظ) (Abdelhalim Chabana dit), acteur et chanteur égyptien († 30 mars 1977).
- 1930 : Francisco D'Alessandri, cavalier argentin de dressage († 7 avril 2018).
- 1932 :
  - Bernard Ingham (en), journaliste britannique, attaché de presse en chef de Margaret Thatcher Première Ministre puis lord (anobli).
  - Lalo Schifrin, pianiste, chef d'orchestre, compositeur et arrangeur argentin.
  - O.C. Smith (en), chanteur américain († 23 novembre 2001).
  - Leonid Spirin, marcheur russe, champion olympique († 23 février 1982).
- 1933 :
  - Bernie Kopell, acteur américain.
  - Luigi Corteggi, illustrateur et graphiste italien († 28 juillet 2018).
- 1934 : Ken Matthews, athlète de marche britannique († 2 ou/au 3 juin 2019).
- 1935 :
  - Deirdre Bair, biographe américain († 17 avril 2020).
  - Monte Markham, acteur américain.
  - Françoise Sagan, romancière française († 24 septembre 2004).
- 1937 : Herbert Krug, cavalier allemand, champion olympique († 2 novembre 2010).
- 1938 : Ron Ely, acteur américain.
- 1941 : Luis García, basketteur uruguayen.
- 1943 : Diane Marleau, femme politique canadienne († 30 janvier 2013).
- 1944 :
  - Ray Davies, chanteur britannique du groupe The Kinks.
  - Tony Scott, réalisateur et producteur britannique († 19 août 2012).
- 1945 : Marc Zermati, producteur français et précurseur du punk rock († 13 juin 2020).
- 1946 : Brenda Holloway (en), chanteuse et compositrice américaine.
- 1947 :
  - Chirine Ebadi, avocate iranienne opposante au régime des mollahs, prix Nobel de la paix en 2003.
  - Joey Molland, guitariste et compositeur anglais du groupe Badfinger. († 1er mars 2025).
- 1948 :
  - Normand Chouinard, acteur et metteur en scène québécois.
  - Andrzej Sapkowski, écrivain polonais.
  - Philippe Sarde, compositeur français de musiques de films.
  - Ian McEwan, écrivain britannique.
- 1949 : John Agard, poète britannique.
- 1950 :
  - Joey Kramer, musicien américain, batteur du groupe Aerosmith.
  - Jeanne Labrune, cinéaste française.
  - Gérard Lanvin, acteur français.
- 1951 : Nils Lofgren, chanteur, instrumentiste et compositeur américain.
- 1953 :
  - Benazir Bhutto (ینظیر بھٹو), femme politique pakistanaise, Première ministre de 1993 à 1996 († 27 décembre 2007).
  - Maurice Boucher, criminel québécois, chef des Nomads (chapitre), chapitre québécois des Hells Angels.
- 1954 : Mustapha Ourrad, lecteur-correcteur français du journal Charlie Hebdo († 7 janvier 2015).
- 1955 :
  - Jean-Pierre Mader, auteur-compositeur-interprète et producteur de musique français.
  - Michel Platini, footballeur français.
  - Muriel Salmona, psychiatre française spécialiste en psychotraumatologie.
- 1956 : Jean-Luc Gouin, philosophe québécois.
- 1957 : Lucien Deblois, joueur de hockey sur glace canadien.
- 1958 :
  - Eric Douglas, acteur américain († 6 juillet 2004).
  - Victor Montoya, écrivain, journaliste culturel, pédagogue et éditeur bolivien.
  - Gennady Padalka (Геннадий Иванович Падалка), cosmonaute russe.
  - Ihor Stetsiouk, compositeur et chef d'orchestre ukrainien.
- 1959 : Richard Baawobr, cardinal ghanéen, évêque de Wa († 27 novembre 2022).
- 1961 :
  - Manu Chao (José-Manuel Chao dit), chanteur français.
  - Bertrand Fabi, pilote automobile québécois († 22 février 1986).
  - Gess (Stéphane Girard dit), auteur de bande dessinée français.
- 1962 : Viktor Tsoi (Виктор Цой), chanteur soviétique du groupe Kino († 15 août 1990).
- 1963 : Paul Buisson, animateur et acteur de télévision québécois († 19 avril 2005).
- 1964 :
  - Patrick Lowie, écrivain belge.
  - Doug Savant, acteur américain.
- 1965 :
  - François Baroin, homme politique français.
  - Yang Liwei (杨利伟), taïkonaute chinois.
- 1969 : Martial Tricoche, chanteur français du groupe Manau.
- 1971 :
  - Pedro Alonso, acteur espagnol.
  - Anette Olzon, musicienne suédoise du groupe Nightwish.
- 1973 :
  - Oliver Fix, kayakiste allemand, champion olympique de slalom.
  - Juliette Lewis, actrice et chanteuse américaine.
  - Pascal Rhéaume, joueur de hockey sur glace québécois.
- 1975 :
  - Luis Miguel Encabo, matador espagnol.
  - Cyril Etesse, comédien et humoriste français.
- 1978 :
  - Thomas Blondeau, écrivain, poète et journaliste belge († 20 octobre 2013).
  - Erica Durance, actrice canadienne.
  - Jean-Pascal Lacoste, acteur français.
  - Rim'K (Abdelkarim Brahmi-Benalla dit), rappeur français.
- 1979 :
  - Chris Pratt, acteur américain.
- 1981 :
  - Yann Danis, joueur de hockey sur glace québécois.
  - Brandon Flowers, musicien américain du groupe The Killers.
- 1982 :
  - William de Cambridge, prince royal britannique.
  - Benjamin Walker, acteur américain.
- 1985 :
  - Kris Allen (Kristopher Neil Allen dit), auteur, compositeur et interprète américain.
  - Amel Bent (Amel Bachir dite), chanteuse française.
  - Bianca Gervais, actrice québécoise.
  - Lana Del Rey (Elizabeth Woolridge Grant dite), autrice, compositrice et interprète américaine.
- 1987 :
  - Khatia Buniatishvili, pianiste franco-géorgienne.
  - Ryeowook (Kim Ryeo-wook dit), chanteur sud-coréen.
  - Sophie Vouzelaud, reine de beauté française.
- 1990 : JaMychal Green, basketteur américain.
- 1991 : Pablo, footballeur brésilien.
- 1997 : Rebecca Black (Rebecca Renee Black dite), chanteuse américaine.

### XXIesiècle
- 2003 : Lyodra Ginting, actrice et chanteuse indonésienne.

## Décès

### IIIesiècle
- 223 (/ 222) : Liu Bei (刘备), empereur chinois du royaume de Shu (° v. 161).

### XIesiècle
- 1040 : Foulques III d'Anjou comte d'Anjou (° vers 965/970).

### XIVesiècle
- 1305 : Venceslas II, roi de Bohême de 1278 à 1305 et roi de Pologne de 1300 à 1305 (° 17 septembre 1271).
- 1356 : Bolko II, duc d'Opole (° vers 1300).
- 1377 : Édouard III, roi d'Angleterre de 1327 à 1377 (° 13 novembre 1312).

### XVesiècle
- 1421 : Jean II Le Meingre dit « Boucicaut », militaire français (° vers 1366).

### XVIesiècle
- 1521 : Leonardo Loredan, 75e doge de Venise de 1501 à 1521 (° 16 novembre 1436).
- 1527 : Nicolas Machiavel, philosophe florentin (° 3 mai 1469).
- 1558 : Pierre Strozzi, militaire français, maréchal de France (° vers 1510).
- 1582 : Oda Nobunaga (織田信長), seigneur japonais (° 23 juin 1534).

### XVIIesiècle
- 1621 : Louis de Lorraine, prélat français (° 22 janvier 1575).

### XVIIIesiècle
- 1734 : Marie-Josèphe-Angélique, esclave noire de la Nouvelle-France (° vers 1710).
- 1740 : François Chicoyneau, médecin français (° 1er juin 1702).

### XIXesiècle
- 1810 : Giovanni Battista Caprara, prélat italien (° 29 mai 1733).
- 1821 : César-Guillaume de La Luzerne, prélat français (° 7 juillet 1738).
- 1824 :
  - Étienne Aignan, homme de lettres français (° 9 avril 1773).
  - Louis-François de Bausset, prélat français (° 14 décembre 1748).
- 1855 : Joseph Légaré, peintre québécois (° 10 mars 1795).
- 1874 : Anders Jonas Ångström, astronome et physicien suédois (° 13 août 1814).
- 1886 : 
  - Hugh Welch Diamond, psychiatre et photographe britannique (° 1808 ou 1809).
  - Daniel Dunglas Home, médium écossais (° 20 mars 1833).
- 1889 : Bocanegra (Manuel Fuentes y Rodríguez dit), matador espagnol (° 21 mars 1837).

### XXesiècle
- 1908 : Nikolaï Rimski-Korsakov (Николай Андреевич Римский-Корсаков), compositeur russe (° 18 mars 1844).
- 1910 : Henri Cler, anarchiste et syndicaliste français (° 21 septembre 1862).
- 1914 : Bertha von Suttner, militante pacifiste autrichienne, prix Nobel de la paix en 1905 (° 9 juin 1843).
- 1940 : Edouard Vuillard, peintre français (° 12 novembre 1868).
- 1957 :
  - Maurice Audin.
  - Claude Farrère, écrivain et académicien français (° 27 avril 1876).
  - Johannes Stark, physicien allemand, prix Nobel de physique en 1919 (° 15 avril 1874).
- 1961 : Abdelkader Mesli, imam et résistant français (° 1902).
- 1964 : Jan Mertens, cycliste sur route belge (° 2 mars 1904).
- 1965 : Piotr Boutchkine, peintre, graphiste et pédagogue russe puis soviétique (° 22 janvier 1886).
- 1966 : Casimir Mallorquí, footballeur espagnol (° 11 octobre 1894).
- 1967 : Charles d'Aspremont Lynden, homme politique belge (° 31 octobre 1888).
- 1969 : Maureen Connolly, joueuse de tennis américaine (° 17 septembre 1934).
- 1970 : Soekarno (Koesno Sosrodihardjo dit), homme politique indonésien, président de 1945 à 1967 (° 6 juin 1901).
- 1971 : Ludwig Schmidseder, compositeur, pianiste, acteur et cuisinier allemand (° 24 août 1904).
- 1980 : Bert Kaempfert, compositeur, arrangeur et chef d'orchestre allemand (° 16 octobre 1923).
- 1985 : Tage Erlander, homme politique suédois, Premier ministre de 1946 à 1969 (° 13 juin 1901).
- 1987 : Abram Chasins, compositeur et pianiste américain (° 17 août 1903).
- 1990 : June Christy, chanteuse de jazz américaine (° 20 novembre 1925).
- 1992 : Li Xiannian ( 李先念), homme politique chinois, président de la République populaire de Chine de 1983 à 1988 (° 23 juin 1909).
- 1998 : 
  - Anastasio Ballestrero, prélat italien (° 3 octobre 1913).
  - Al Campanis, joueur de baseball américain (° 2 novembre 1916).
  - François Lehideux, industriel et homme politique français (° 30 janvier 1904).
- 2000 : 
  - Ronny Coutteure, homme de cinéma belge (° 2 juillet 1951).
  - Maurice Vaute, compositeur de musique classique belge (° 27 avril 1913).

### XXIesiècle
- 2001 : 
  - John Lee Hooker, musicien américain (° 17 ou 22 août 1917).
  - Souad Hosni, actrice égyptienne (° 26 janvier 1943).
  - Carroll O'Connor, acteur, scénariste, producteur et compositeur américain (° 2 août 1924).
- 2002 : 
  - Gilberte Côté-Mercier, civile canadienne, cofondatrice du journal Vers demain (° 25 mai 1910).
  - Wladimiro Panizza, cycliste sur route italien (° 5 juin 1945).
- 2003 :
  - Jean-Charles (Jean Louis Marcel Charles dit), humoriste et écrivain français, collecteur et éditeur de « perles » et propos de « cancres » (° 2 décembre 1922).
  - Roger Neilson, entraîneur canadien de hockey sur glace (° 16 juin 1934).
  - Leon Uris, romancier et scénariste américain (° 3 août 1924).
- 2004 : Louis Perrein, homme politique français (° 18 janvier 1917).
- 2005 :
  - George Hawi (جورج حاوي), homme politique libanais (° 1938).
  - Michel Rivgauche, parolier français (° 17 février 1923).
  - Jaime Sin, prélat philippin, ancien cardinal-archevêque de Manille (° 31 août 1928).
- 2006 : Jacques Lanzmann, écrivain français (° 4 mai 1927).
- 2007 : 
  - Jacques Baudot, homme politique français (° 9 mars 1936).
  - Georg Danzer, auteur-compositeur-interprète autrichien (° 7 octobre 1946).
- 2008 : 
  - Scott Kalitta, pilote de dragster américain (° 18 février 1962).
  - Max Milner, critique littéraire français (° 18 juillet 1923).
- 2009 : 
  - Paulette Merval, artiste lyrique française, veuve de Marcel Merkès (° 3 novembre 1920).
  - Doreen Miller, femme politique britannique (° 13 juin 1933).
  - Henri Yrissou, homme politique français (° 15 mai 1909).
- 2014 : 
  - Alexandre Chadrine, footballeur ouzbek (° 4 septembre 1988).
  - Jimmy C. Newman (Jimmy Yves Newman dit The Alligator Man ou), chanteur et guitariste de musiques country et cadienne (° 27 août 1927).
- 2016 : 
  - Robert Joudoux, historien et homme de lettres français (° 15 avril 1939).
  - Pierre Lalonde, chanteur et animateur de télévision québécois (° 20 janvier 1941).
- 2018 : 
  - Carlo Bernardini, physicien, écrivain et homme politique italien (° 22 avril 1930).
  - Hassan El Glaoui, peintre marocain (° 23 décembre 1923).
  - Johnny Hubbard, footballeur sud-africain (° 16 décembre 1930).
  - Charles Krauthammer, journaliste américain (° 13 mars 1950).
- 2019 :
  - Susan Bernard, actrice, mannequin et femme d'affaires américaine (° 11 février 1948).
  - Dimítris Khristófias, homme politique chypriote (° 29 août 1946).
- 2020 :
  - Pascal Clément, homme politique français (° 12 mai 1945).
  - Ahmed Radhi, footballeur irakien (° 21 mars 1964).
  - Zeev Sternhell, historien israélien (° 10 avril 1935).
  - Joan-Pau Verdier, chanteur français (° 1er février 1947).
- 2021 : 
  - Jean Guéguinou, diplomate français (° 17 octobre 1941).
  - Masatomi Ikeda, maître japonais d'aïkido (° 8 avril 1940).
  - Mamady Keïta, musicien et percussionniste guinéen (° 21 août 1950).
  - Thomas Kurvers, hockeyeur sur glace américain (° 14 octobre 1962)
  - Tamanofuji Shigeru, lutteur de sumo japonais (° 24 novembre 1949).
- 2022 :
  - Patrizia Cavalli, poétesse italienne (° 17 avril 1947).
  - Erich Heckelmann, professeur et homme politique allemand (° 20 février 1935).
  - Duncan Henderson, producteur de cinéma américain (° 19 juillet 1949).
  - Pierre Narcisse, chanteur russe d'origine camerounaise (° 19 février 1977).
  - Dragan Tomić, homme d'État yougoslave puis serbe (° 9 décembre 1935).
- 2023 :
  - Guillermo Escalada, footballeur international uruguayen (° 24 avril 1936).
  - Winnie Ewing, femme politique britannique (° 10 juillet 1929).
  - Lucia Hippolito, politologue, journaliste, historienne et maîtresse de conférences brésilienne (° 29 juin 1950).
  - Charly Koubesserian, maquilleur français d'origine arménienne (° ? 1930).

## Célébrations

### Internationales
- World Humanist Day (en) / « journée mondiale de l'humanisme », fête humaniste établie principalement dans les pays de langue majoritaire anglo-saxonne par l'Union internationale humaniste et éthique.
- Fête de la musique, en France depuis 1982, puis dans beaucoup d'autres pays d'Europe et plus de 110 pays au monde au total.
- Journée internationale du yoga[9].
- Go Skateboarding Day (en) / « faites du skateboard ».
- Antarctique : midwinter de solstice d'hiver austral, fête collaborative dans les bases situées sur le continent blanc  l'Antarctique.
- Journée Mondiale de Sclérose Latérale Amyotrophique (SLA). Une date choisie car le 21 juin est la journée la plus longue de l'année, symbole de l'espérance d'une vie plus longue pour les 500 000 patients atteints de la maladie de Charcot à travers le monde.

### Nationales
- Canada : journée nationale des autochtones pour reconnaître le rôle et les cultures des peuples autochtones et premières nations amérindiennes inuits et métis.
- Égypte (Union africaine), Liban, Ouganda (Union africaine), Syrie : fête des pères[10].
- Groenland (Danemark et Union européenne sur le sol nord-américain in extenso) : fête nationale marquant en général le solstice d'été (boréal)[11].
- New Hampshire (États-Unis d'Amérique du Nord) : fête de cet État fédéré des States.
- Québec (Canada) et ses diasporas : journée internationale de la lenteur[12].
- Togo (Union africaine) : fête des martyrs[13].

### Religieuses
- Litha celtique ou/et germanique ancien(ne) : fête du solstice d'été (boréal) lorsqu'il tombe à cette date (voir néopaganisme wicca).
- Christianisme : mémoire du martyr Mamas avec station dans le village de Sebento, les lectures des I Cor. 9, 7-14 et Jn 15, 1(-10), avec pour mots communs vigne et fruit, dans le lectionnaire de Jérusalem.

### Saints des Églises chrétiennes

#### Saints des Églises catholiques et orthodoxes
Référencés ci-après in fine, :
- Alban de Mayence († vers 400) -ou « Aubain »-, Grec de Naxos, martyr à Mayence par la main d'ariens et patron principal de la ville de Namur en Belgique.
- Artchil († 744) -ou « Artchil de Géorgie », « Artchill » ou « Artchil Ier »- (არჩილი en géorgien), roi martyr, fils du roi Étienne II de Kakhétie et de Géorgie.
- Artémas de Lystre (Ier siècle), évêque de Lystres, un des soixante-douze disciples du Christ ; date occidentale, fêté le 30 octobre en Orient[16].
- Démétrie de Rome (IVe siècle), Martyre.
- Leufroy d'Évreux († 738), disciple de saint Saëns et ami de saint Ansbert, premier higoumène (abbé) de Sainte-Croix (aujourd'hui La Croix-Saint-Leufroy), près d'Évreux en Normandie.
- Martin de Tongres († vers 400), évêque dans le Brabant actuel.
- Méen († 617) -« Méen de Gaël », « Meven », « Mewen » ou « Maine » (Mevennus en latin, désigné sous les noms de « Conard Méen », « Conald Mewen »), Gallois, neveu de saint Samson de Dol, évêque-abbé en Bretagne.
- Pelade d'Embrun († vers 516), évêque.
- Raoul de Turenne († 866) -ou « Raoul de Bourges » ou parfois, à tort, « Rodolphe »-, archevêque de Bourges, en Berry.

#### Saints et bienheureux des Églises catholiques
référencés ci-après :
- Jacques Morelle Dupas († 1794), bienheureux prêtre français martyr.
- John Rigby († 1600), prêtre anglais martyr.
- Joseph Isabel Flores († 1927), prêtre mexicain martyr.
- Lanfranc de Pavie († 1194), bienheureux évêque italien.
- Louis de Gonzague († 1591), jésuite italien.
- Raymond († 1126), évêque de Barbastro et de Roda.

#### Saints orthodoxes
Outre les saints œcuméniques voire pré-schismatiques ci-avant, aux dates parfois "juliennes" / orientales)...
- Louarsab II de Karthli († 1622) -ou « Luarsab de Géorgie »-, roi de Géorgie, martyr par la main de musulmans.
- Nicétas de Nisyros († 1732), né dans une petite île près de Rhodes, martyr à Chora.

### Prénoms du jour
Bonne fête aux Gonzague(s), Gonzalez, Gonzalo, Gonzo, Goncalves, Gonçalves.
Et aussi aux :
- Leufroy, Leu.
- Mev(h)en, Mév(h)en et leurs variantes autant bretonnes : Méen, Meen, Menez, Meurzh, Mevena, Mevenez, Mevenig, Mewan, Mewen, Minig, etc. (en ce mois de mezheven / juin en langue est-bretonne).
- Aux Raoul et ses variantes masculines : Raoult, Raoulx, Raoux, Ralf, Ralph (sinon Raphaël des 29 septembre, Rapha, Rafa voire Raf) ; et auxRaul ; et leurs formes féminines : Raoule, Raoulette (et 7 juillet).
- Aux Rodolphe et ses variantes masculines : Ruddy, Rudolf, Rudolph, Rudolphe, Rudi, Rudy (voir saints-Rodrigue, -Robert les 30 avril, -Roger les 30 décembre, -Louis ou -Clovis les 25 août), etc. ; ou une forme féminine comme Rodolphine.

## Traditions et superstitions

### Dictons
- « Au solstice d'été, si tu m'en crois, laisse la femme et prends le verre[17]. » (plus rarement mais parfois applicable les 19, 20 ou 22 juin)
- « Les récoltes auront trop froid, s'il fait un vent nord à saint-Leufroy. »[18]
- « Pluie de saint-Leufroy, le foin dans le pré n'est pas le roi. »[19]
- « S'il pleut le jour de la saint-Leufroy, foin dans les prés n'est pas à toi, car si l'eau commence au matin, en voilà pour trois jours sans fin. »[18]

### Astrologie
Signe du zodiaque : dernier jour du signe astrologique des Gémeaux.

## Toponymie
Les noms de plusieurs voies, places, sites ou édifices, de pays ou régions francophones, contiennent cette date sous diverses graphies : voir Vingt-et-Un-Juin .